# 蛇夫座超星系團
蛇夫座超星系團是鄰近的星系超星系團，位置在星座蛇夫座。超星團構成了蛇夫座空洞的遠壁；它也可能與孔雀-印地安-望遠鏡超星系團和武仙座超星系團以細絲形式連接。這個超星系團以cD星團（阿貝爾I型）蛇夫座星團為中心，成員至少還有兩個星系團、四個星系群和幾個場星系。
2020年2月，天文學家報告稱，蛇夫座超星系團中有一個起源於蛇夫座星團的中心星系，150萬光年寬的空洞。cD星系NeVe 1是蛇夫座超星系團噴發的地點，由NeVe 1的超大質量黑洞噴出約2.7億太陽質量觸發，稱為WISEA J171227.81-232210.7。這可能是自宇宙大爆炸以來已知的最大爆炸。

## 發現
1981年，岐阜大學的若松健一和馬修·馬爾坎在一次隱藏的球狀星團巡天中，在帕洛瑪施密特IV-N板塊上發現了蛇夫座星團。也許，確定超星系團的特徵將有助於更正確地解釋局部星系群的超速度分量。